# Fontaines-Saint-Martin
Fontaines-Saint-Martin är en kommun i departementet Rhône i regionen Auvergne-Rhône-Alpes i östra Frankrike. Kommunen ligger i kantonen Neuville-sur-Saône som tillhör arrondissementet Lyon. År 2022 hade Fontaines-Saint-Martin 3 070 invånare.

## Befolkningsutveckling
Antalet invånare i kommunen Fontaines-Saint-Martin
| Referens: INSEE |